# The Very Best of The Doors (2007)
The Very Best of The Doors –en español: «Lo mejor de The Doors»– es un álbum recopilatorio de la banda The Doors, lanzado el 2007. Celébra el 42.º Aniversario de la banda desde su inicio, el álbum contiene todos sus éxitos. También contiene una canción editada de "The End" que dura solo 6 min. Ese mismo año llamado The Future Starts Here: The Essential Doors Hits Con 20 canciones (De las 34 de The Very Best of The Doors)

## Lista de canciones
Todas las canciones fueron escritas por The Doors, excepto donde se anota.
Disco 1:
1. "Break on Through (To the Other Side)"-2:30
2. "Strange Days"-3:10
3. "Alabama Song (Whisky Bar)" (Brecht)-3:17
4. "Love Me Two Times"-3:17
5. "Light My Fire"-7:01
6. "Spanish Caravan"-3:01
7. "The Crystal Ship"-7:07
8. "The Unknown Soldier"-7:58
9. "The End"-11:41
10. "People Are Strange"-2:12
11. "Back Door Man" (Burnett)-3:34
12. "Moonlight Drive"-3:05
13. "End Of The Night-2:52
14. "Five To One"-4:33
15. "When The Music's Over"-11:41

Disco 2:
1. "Twentieth Century Fox-2:35
2. "Love Her Madly"-3:40
3. "Riders On The Storm"-7:09
4. "My Eyes Have Seen You"-2:29
5. "Tell All The People"-3:21
6. "Hello, I Love You-2:42
7. "The WASP (Tezas Radio And The Big Beat)"-4:15
8. "Not To Touch The Earth"-3:59
9. "Soul Kitchen"-3:33
10. "Peace Frog-2:58
11. "L.A Woman"-8:01
12. "Waiting For The Sun"-4:03
13. "Touch Me-3:14
14. "The Changeling"-4:26
15. "Wishful Sinful"-3:00
16. "Love Street"-2:57
17. "Ghost Song"-4:14
18. "Gloria-6:20
19. "Roadhouse Blues"-4:08

- Datos: Q1755322